# Hawkers
Hawkers es una marca española con sede en Elche, que comercializa gafas de sol usando Internet y tiendas físicas.

## Historia
Hawkers nació de Saldum, primera empresa del grupo. Fue fundada en diciembre de 2013 por Iñaki Soriano, Pablo Sánchez, y los hermanos Alejandro y David Moreno. Actualmente, Hawkers está presidida por Alejandro Betancourt y forma parte del grupo Saldum Ventures.
Hoy en día cuenta con varias marcas como Northweek, Bratleboro, Wolfnoir, Miss Hamptons y Hawkers, contando con una presencia en más de 90 países y siendo uno de los grandes ejemplos del emprendimiento en Europa.
En 2014, la empresa facturó más de 15 millones de euros. En 2015 facturó 40 millones y en 2016 Hawkers anunció que esperaba cerrar el año con 70 millones de euros.
En octubre de 2016, Hawkers abrió su capital a inversores externos. La empresa captó 50 millones de euros en una ronda de inversión liderada por Alejandro Betancourt, representando al grupo O'Hara Financial, y por los cofundadores de la red social Tuenti, Félix Ruiz y Hugo Arévalo. En noviembre la empresa anunció el nombramiento de Alejandro Betancourt como nuevo presidente de Hawkers, en sustitución de Alejandro Moreno y Hugo Arévalo se incorporó a la cúpula de la empresa con el cargo de consejero y vicepresidente. La empresa declaró que sus nuevos objetivos de crecimiento tras la incorporación de los nuevos socios eran alcanzar los 150 millones de facturación en 2017 y los 300 millones en 2018. En 2019 cuenta con 90 tiendas. Sus productos se comercializan en 140 países.
Desde la llegada de la nueva directiva, que acaba comprando la mayoría de las acciones de la empresa y cambiado el equipo directivo, se consigue cerrar 2019 como el año con más beneficios de la historia de Hawkers, logrando vender una gafa por segundo en la campaña de Black Friday.
En octubre de 2020, Hawkers compró Loopas, una start-up de lentillas de uso diario que operaba en Francia, Alemania y Latinoamérica.
En febrero de 2021, Hawkers abrió su primera fábrica en Elche Parque Empresarial y ha centralizado en esa ubicación toda su producción, diseño, fabricación, empaquetado y distribución. La mayoría de las gafas comercializadas por la firma están hechas en España.
En octubre de 2022, la empresa nombró como consejero delegado global a Pedro Beneyto, exejecutivo de Alain Afflelou y de Grupo Suárez, para que dirija la expansión internacional, el sistema de franquicias y el desarrollo del negocio óptico.

## Producto
Dentro del grupo Hawkers, existen otras marcas que comercializan diferentes productos; Hawkers Eyewear (gafas graduadas), Loopas (lentillas), Northweek (gafas de sol), Bratleboro (Reloj), Miss Hamptons (gafas de sol) y Wolfnoir (gafas de sol).

## Modelo de negocio
Hawkers se basa en un modelo de base digital y está basado en la venta, captación de clientes y establecimiento de imagen de marca usando Internet y las redes sociales como principal herramienta, manteniendo la innovación digital como base de su estructura inicial. Actualmente su modelo de negocio también se ha extendido a las tiendas físicas con alrededor de 90 establecimientos en todo el mundo. Mediante una tienda en línea, realidad aumentada o en sus tiendas físicas, venden gafas de sol de calidad con diseños populares y a precios muy reducidos.

## Premios
2015 - Oro en Premios Eficacia.
2015 - Premio Ford a la innovación.
2016 - Las 100 Mejores Ideas de Actualidad Económica.
2016 - Premio de Innovación Empresarial de la Cámara de Comercio de Alicante.
2017- Mejor Estrategia de Marketing Digital e-Commerce Awards.
2018- Mejor estrategia de Marketing Digital e-Commerce Awards.